# Templo e circo de Flora
Templo de Flora e Circo de Flora (em latim: Circus Floralis ou Circo Florae) eram, respectivamente, um templo e um circo da Roma Antiga localizados próximos um do outro e dedicados à deusa Flora, uma deusa osco-sabina. A presença do templo e do circo no local são evidências a favor da tese de que os sabinos eram os primeiros habitantes do monte Quirinal.

## História
As duas estruturas estão citadas nos Catálogos regionários como parte do monte Quirinal, na Regio VI Alta Semita, perto do Antigo Capitólio. O templo ficava de fundo para a moderna Via delle Quattro Fontane, fora da Porta Quirinal da Muralha Serviana, no vale entre as ramificações do Píncio (o Collis Hortulorum) e o monte Quirinal propriamente dito, onde hoje estão o Palazzo Barberini e a Piazza Barberini.
Enquanto do templo não restou nada, alguns muros do circo ainda podem ser vistas na subestruturas do lado norte do palácio, na moderna Via Barberini. Ali eram realizados jogos dedicados à deusa, a Florália, entre 28 de abril e 3 de maio. Era uma festa muito antiga que, segundo as lendas, teria sido celebrada pela primeira vez no ano 516 A.U.C. (237 a.C.) e como data estável a partir de 580 A.U.C. (173 a.C.). Com o objetivo de propiciar boas colheitas, a Florália tinha um forte apelo sexual e provavelmente eram muito populares, o que também os tornava particularmente difíceis de erradicar. Segundo Lactâncio, no século IV, o Senado, já em franco processo de cristianização e cada vez menos propenso a aceitar práticas da antiga religião, achou necessário criar uma história não religiosa para a Florália, que passou a ser o legado público de uma famosa nobre chamada Flora.
Perto deste templo ficavam as lojas dos artesãos do mínio, uma forma de chumbo.